# Sambas de Enredo 2025: Grupo Especial (Carnaval de Vitória - ES)
Sambas de Enredo 2025: Grupo Especial (Carnaval de Vitória - ES) é um álbum contendo os sambas-enredo das sete escolas de samba do Grupo Especial do Carnaval de Vitória para os desfiles de 2025. Foi lançado nas principais plataformas de streaming de áudio online, no dia 30 de outubro de 2024. Produzido e dirigido por Rafael Prates,  as gravações se iniciaram no Estúdio dOn! em Vitória, Espírito Santo durante os meses de setembro e outubro de 2024.
Bicampeã do Carnaval de Vitória, a Mocidade Unida da Glória não só estampa a capa do álbum, como também o abre com seu samba-enredo sobre São Jorge, também conhecido como Ogum nas religiões de matrizes africanas, santo este que dispensa apresentações.  A segunda faixa é da Independente de Boa Vista, vice-campeã do carnaval. A agremiação conta em seu enredo a trajetória de Sebastião Salgado, fotógrafo brasileiro multipremiado no mundo todo.  A terceira faixa do álbum é da Unidos da Piedade, que vem com o enredo celebrando as tradições dos Ibeji, santos africanos sincretizados como Cosme e Damião. 
A quarta faixa é da Chegou o Que Faltava. O enredo da agremiação exalta a comunidade do bairro de Goiabeiras, onde a agremiação surgiu, explorando também os manguezais que existem na região.  A quinta faixa é da Unidos de Jucutuquara. No enredo, a agremiação conta as emoções que pulsam ao longo da vida, prometendo emocionar a nação, que é como chamam sua torcida. 
Tomando a sexta faixa do álbum, o enredo da Novo Império relembra os tempos boêmios e "malandros" no centro da cidade de Vitória.  Subindo do Grupo de Acesso, a Imperatriz do Forte toma a última faixa. O enredo da agremiação aposta na cultura afro. 

## Antecedentes

Alegoria da Novo Império no campeonato de 2022

Em 5 de abril de 2024, a Novo Império foi a primeira agremiação a anunciar seu enredo no Grupo Especial de Vitória. A agremiação contratou Osvaldo Garcia, carnavalesco que havia deixado a Unidos de Jucutuquara pouco tempo antes, junto de seu novo enredista Marcus Vinicius, historiador. Juntos, desenvolveram o enredo "As voltas que a vida dá!”, que dá destaque a boêmia capixaba. 

Essa Vitória boêmia que a Novo Império traz é uma Vitória de boêmia própria. Meio tímida, mas que existia e era explorada dentro de uma sociedade considerada conservadora. A gente inicia nos anos 30, na curva do Saldanha, no Cassino, trazendo um pouco da vivência de como era viver na Vitória daqueles anos. Tendo a França como pano de fundo de um projeto de modernidade através da art nouveau. Indo para os anos 40, nas praças e seus negócios que também eram válvula de escape para as damas da alta sociedade desfilarem com seus "modelitos"— Osvaldo Garcia 

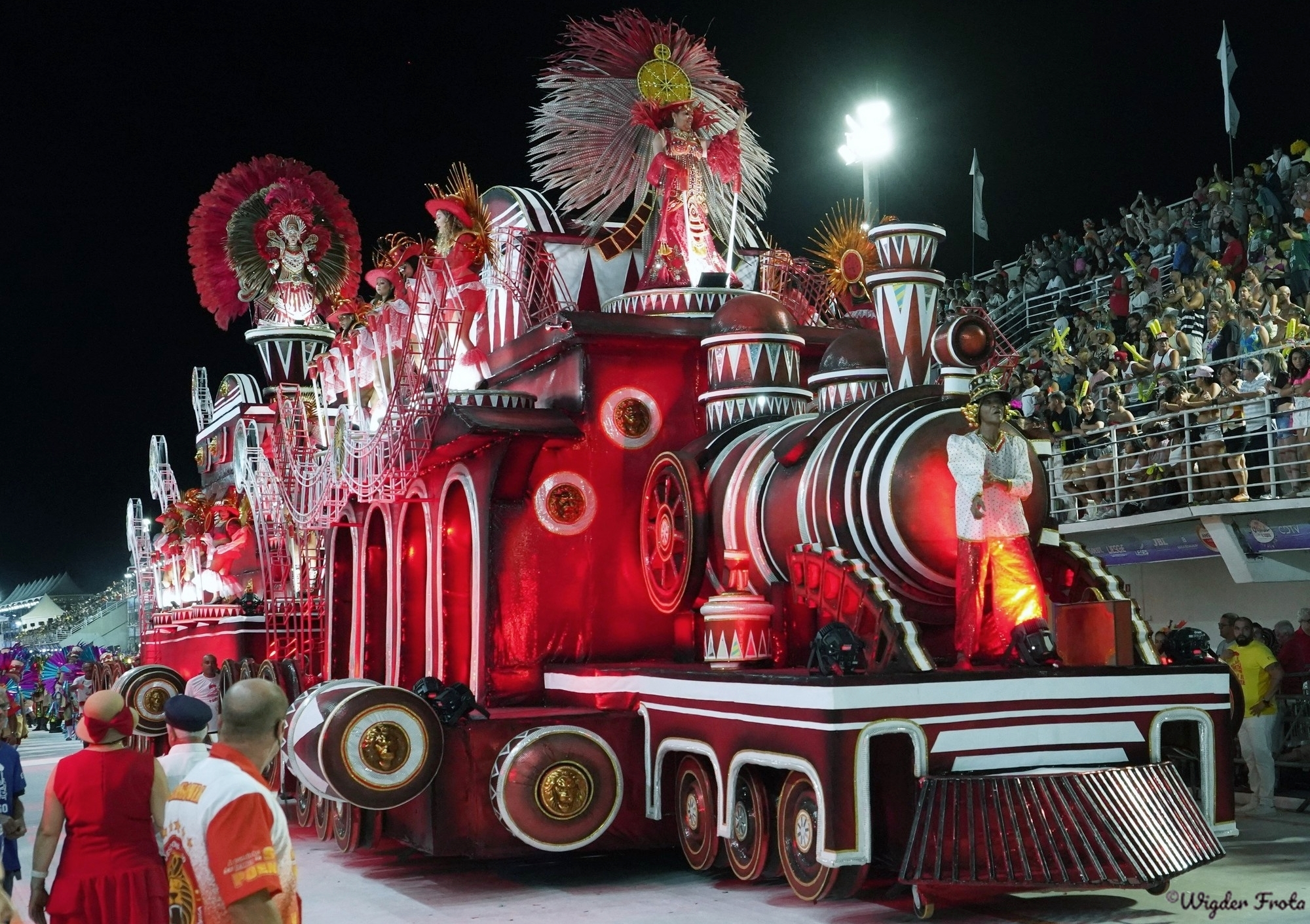
Alegoria da Mocidade Unida da Glória em seu desfile campeão de 2023

Campeã do carnaval de 2024, a Mocidade Unida da Glória foi a segunda escola a anunciar seu enredo no dia 24 de abril de 2024. Petterson conta que o enredo surgiu durante a preparação para feijoada de São Jorge na quadra da agremiação, quando perguntou ao diretor de carnaval, Jurandy Machado: "Imagina a MUG bicampeã indo pra disputa do tri, o que faremos?", que disse não fazer ideia, e então Petterson apontou para toda a decoração sobre o santo que ali se fazia presente.  Visando o tricampeonato,  A Mocidade anuncia que vai desfilar com um enredo sobre São Jorge,  mas não como qualquer outro enredo sobre o santo, Petterson então destacou:

Quando expliquei para Robertinho a primeira coisa que eu disse foi que não queria fazer o enredo batido, bibliográfico. Todo mundo sabe que São Jorge nasceu na Capadócia, lutou, serviu ao exército romano. Essa não é a ideia. Quero falar da veneração, da conexão com o brasileiro. Sincretizado, ele é Ogum. Realmente o ferro. Um ímã que conecta as pessoas. É um santo que não tem distinção de cor, credo, sexualidade. É um santo que abençoa e cobre com sua capa encarnada. É venerado pelo preto, branco, pobre, rico, marginalizado, suburbano, inocente, condenado. É o Santo popular. Ele está no altar da igreja católica e no do botequim, a mesma devoção da carola é a do dono do bar. Isso é o retrato do povo brasileiro.— Petterson Alves 

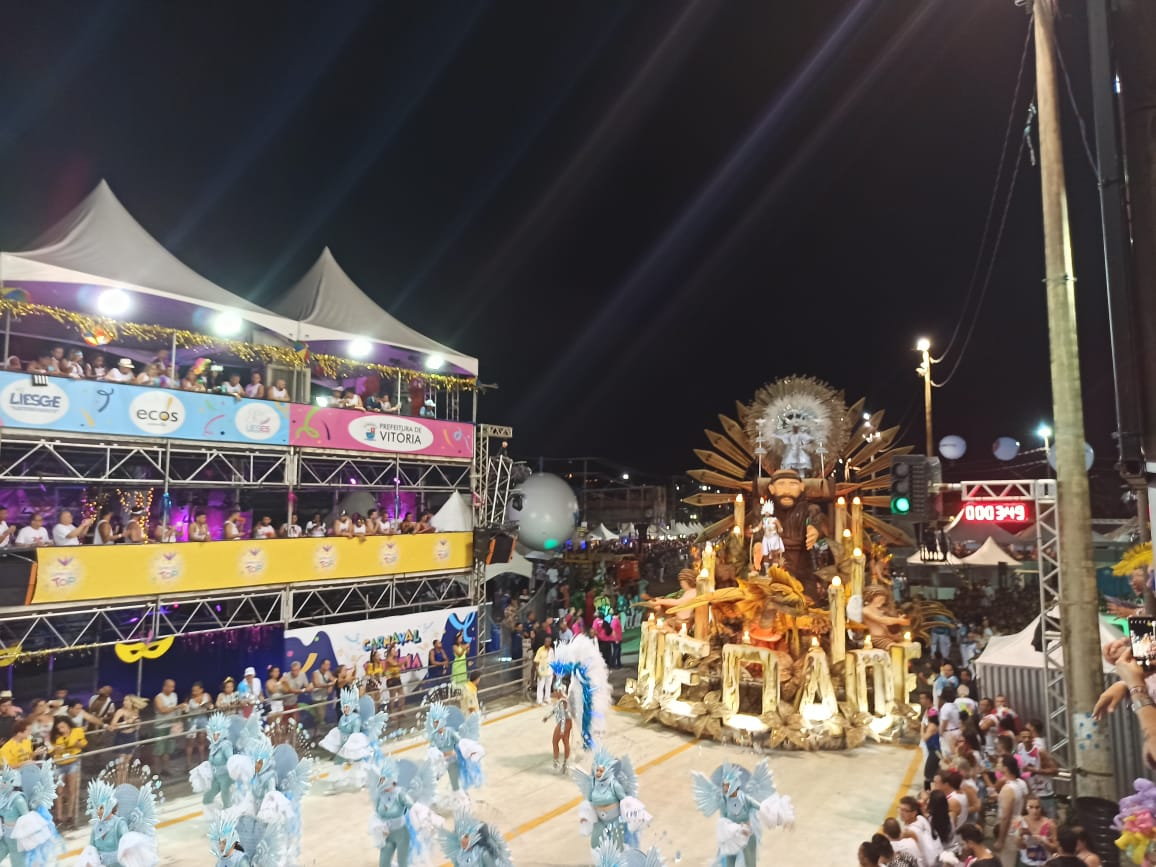
Desfile da Unidos da Piedade em 2020

Com a contratação de Vitor Vasale como carnavalesco, no dia 22 de maio, a Unidos da Piedade anuncia seu enredo, "Ibeji", que conta sobre as tradições e festividades relacionadas aos Ibeji, entidades das religiões de matrizes africanas que carregam a pureza, inocência, felicidade e vitalidade. No catolicismo, são sincretizados como Cosme e Damião. Vitor Vasale comenta que não faz parte de religiões de matrizes africanas, e por isso afirma que teve de pesquisar muito sobre para que entendesse e pudesse fazer com que os outros entendessem também. O carnavalesco deixa explícito que tem como intenção criticar o preconceito com a "demonização" das festividades. 

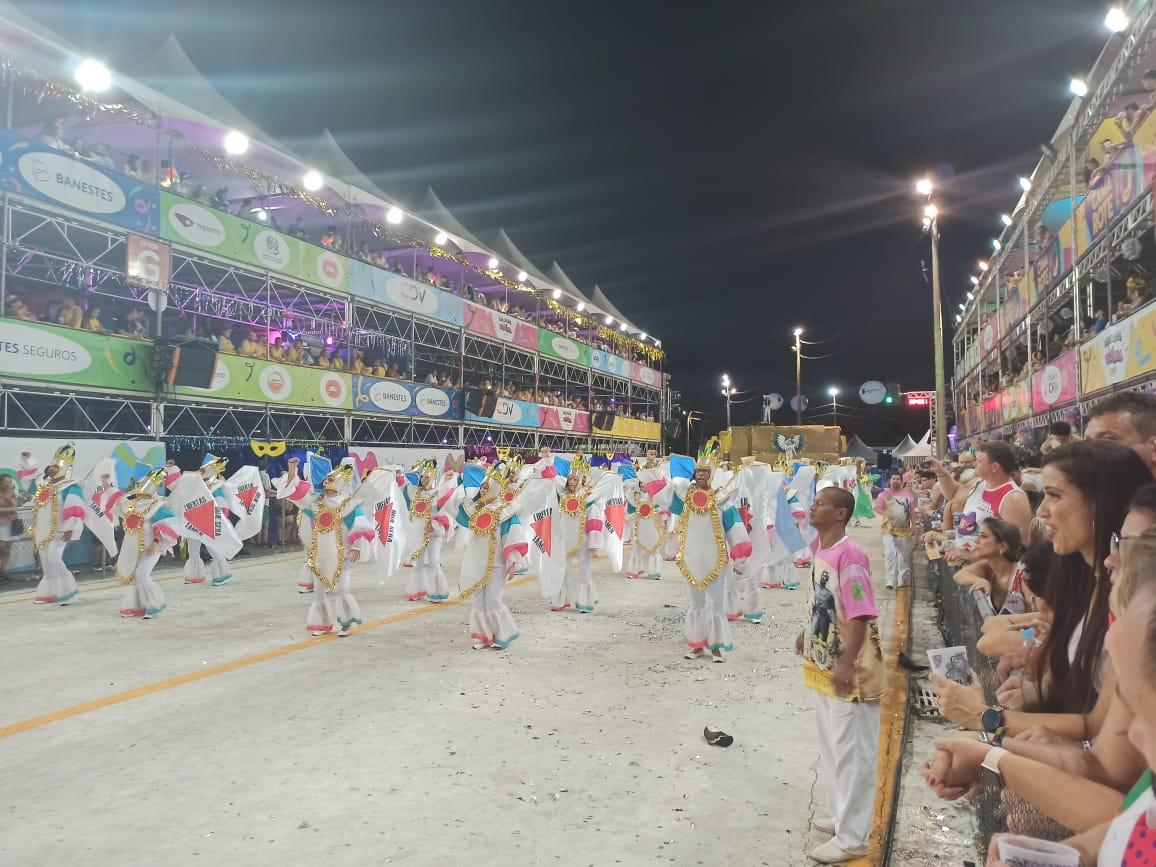
Desfile da Imperatriz do Forte em 2020.

A campeã do Grupo de Acesso A, Imperatriz do Forte, retorna ao Grupo Especial para 2025, e no dia 24 de maio anuncia o enredo "Só quem sabe onde é Luanda, saberá lhe dar valor", assinado pelo carnavalesco Rodrigo Meiners, fazendo sua estreia no carnaval capixaba. O carnavalesco conta que o enredo se aprofunda na influência da cultura angolana no Espírito Santo, como o maracatu, tambor de crioula, capoeira, ticumbi, congo, jongo ou caxambu, celebrações que se faziam fortemente presentes em Luanda.  Meiners garante que o desfile tem tudo de importante para concepção de desfile, crítica social, viés político, e exaltando a cultura do próprio estado, além disso, comentou um pouco sobre a setorização do desfile

Nós começamos o desfile com uma Angola livre, antes da invasão e colonização europeia. No segundo momento chegam os invasores, o aprisionamento negro e a travessia dos africanos escravizados pelo oceano atlântico. Em seguida, levaremos toda a importância dos saberes que vieram de Angola junto de seu povo. A fabricação de ferramentas, tecelagem, influências e alterações no idioma português. O quarto setor é a influência angolana nas festividades da cultura afro religiosa no Brasil, mas principalmente no estado do Espírito Santo. Fechando o desfile é a Angola livre de novo. Como se através do desfile da Imperatriz o povo africano e seus descendentes voltassem a ser protagonistas de sua própria história novamente.— Rodrigo Meiners 

Alegoria da Chegou O Que Faltava em 2018.

No dia 6 de junho, a Chegou o Que Faltava, foi a quinta escola a publicar seu enredo, agremiação que comemorará na avenida seus 50 anos. "Da Lama Sai Muito Barulho" é o enredo que a escola levará para o Sambão do Povo, exaltando a própria comunidade, e o território em que habita, dando destaque ao manguezal que tem na região em que a escola nasceu. O bairro de Goiabeiras é considerado um celeiro cultural, as paneleiras, benzedeiras, os tambores de congo e muito mais coisas, e é isso que a agremiação busca mostrar a todos. O presidente da agremiação, Rafael Cavalieri destacou que a agremiação quer agradar ao povo de Goiabeiras, independente da posição de desfile

Vamos fazer um desfile bem colorido e forte, afinal são 50 anos de Chegou. A gente merece isso. Estamos fazendo de tudo para construir um desfile grande, semelhante ao de 2024. Corrigindo algumas falhas, claro. Posso garantir que vamos dar orgulho ao povo de Goiabeiras.— Rafael Cavalieri 

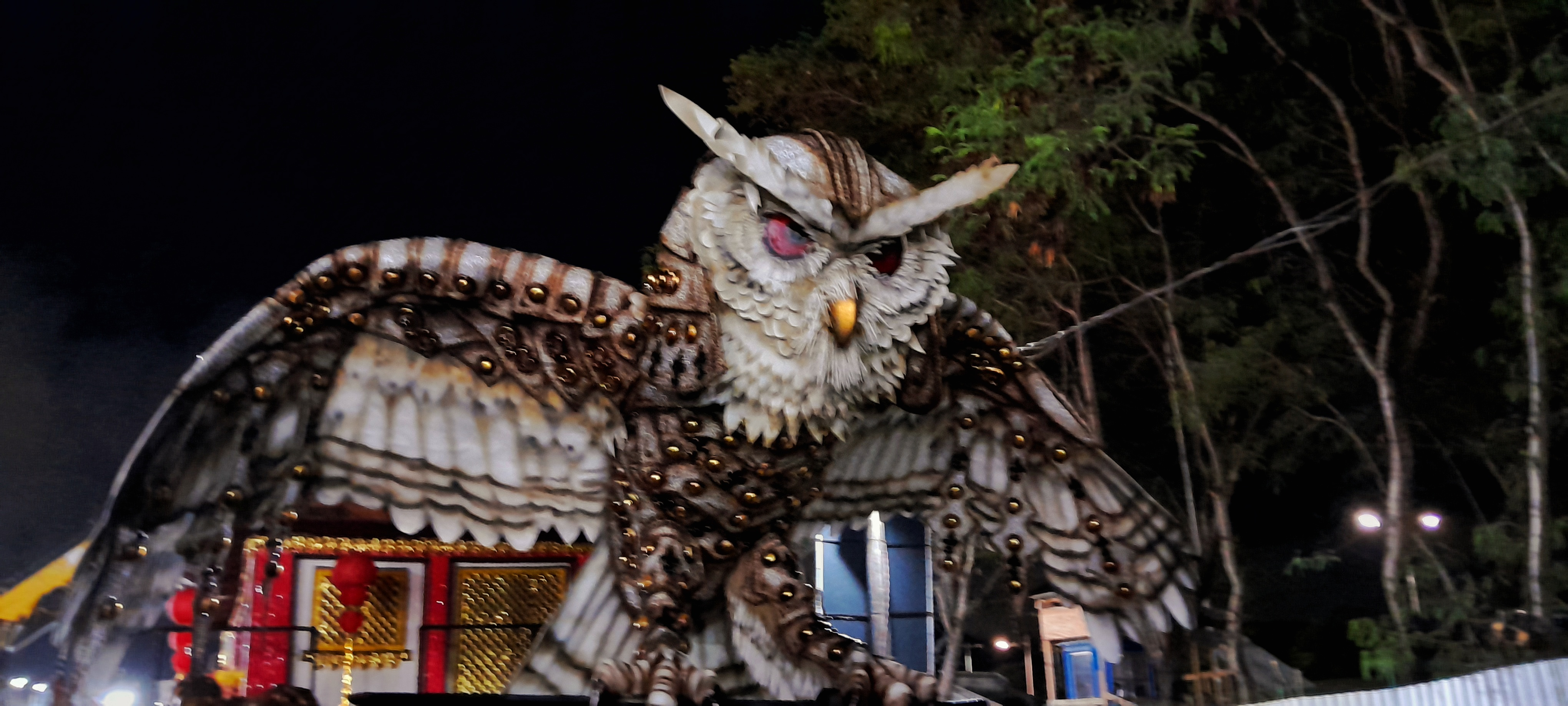
Alegoria da Unidos de Jucutuquara no desfile de 2024.

No dia 22 de junho, a Unidos de Jucutuquara foi a penúltima escola a anunciar seu enredo, com a volta do carnavalesco tricampeão pela escola, Orlando Júnior, a agremiação anuncia "Pulsar da Vida", o enredo busca contar e explorar as emoções que circulam e pulsam ao longo de toda a vida. 

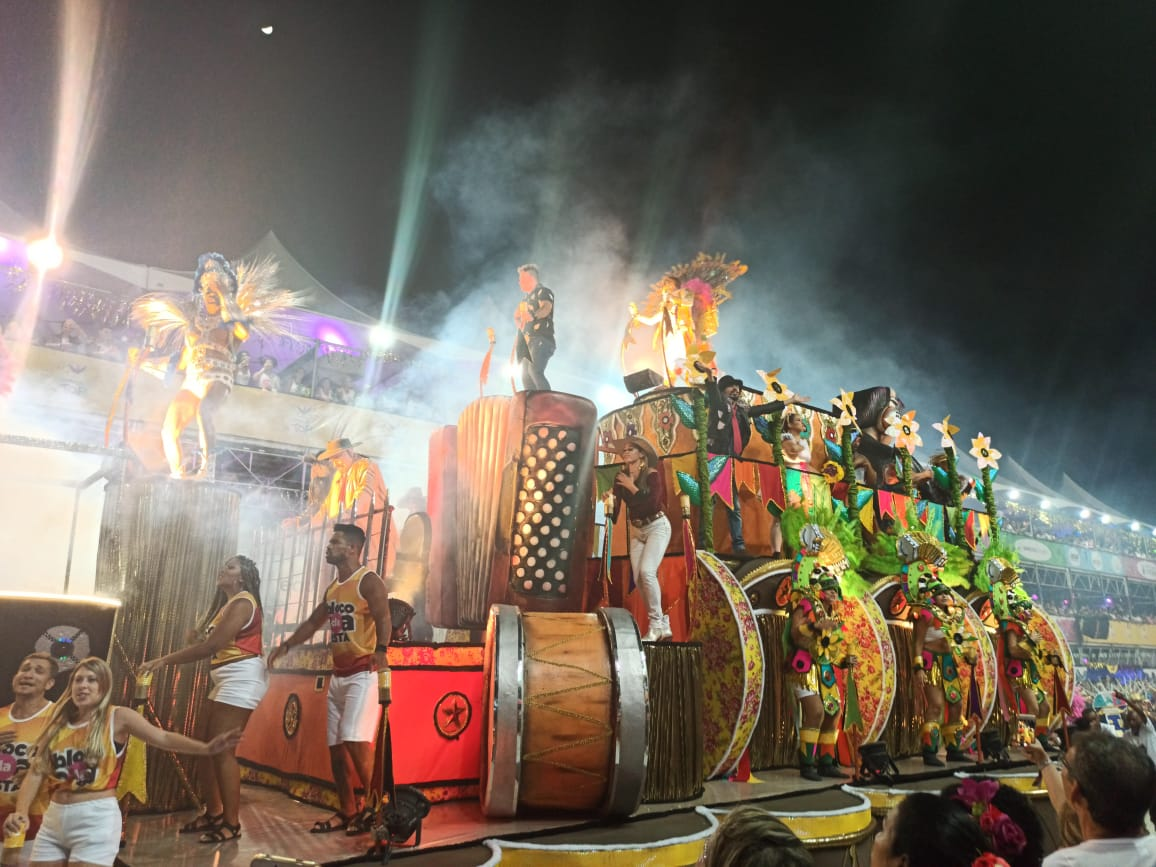
Alegoria da Boa Vista em 2020.

A Independente de Boa Vista foi a sétima e última escola a publicar seu enredo. "Os olhos do Mundo - Assombros de Sebastião Salgado", homenageará o fotógrafo brasileiro e multipremiado, Sebastião Salgado, contando toda sua história em forma de uma aventura através dos olhos de Sebastião, em busca de capturar imagens que o mundo precisava enxergar. 

## Escolha dos sambas
A Novo Império iniciou um concurso, mas o mesmo foi cancelado, a diretoria da agremiação comentou que os concorrentes não os agradaram em relação ao enredo, e optaram por encomendar o samba da parceria de Rafael Mikaiá, Roberth Melodia, Eduardo Lima, Fernando Brito, Carlos Jarjura, Artur Kadratz e Thiago Meiners.  A Imperatriz do Forte optou por novamente não fazer concurso para a escolha do samba, escolhendo por encomendar o samba. Composto por Thiago Meiners, Lucas Donato, Dodô Ananias, Gustavinho Oliveira e Rafael Tubino, o samba foi publicado pela primeira vez no dia 15 de setembro de 2024 e apresentado oficialmente no evento de inauguração da quadra da escola no dia 4 de outubro de 2024.  A Chegou o Que Faltava também não fez concurso, e encomendou o samba de Júnior Fionda. 
Das escolas que realizaram o concurso, a Mocidade Unida da Glória foi a primeira a escolher o samba-enredo para 2025. Em 7 de julho de 2024, a agremiação realizou a final, dos 9 sambas inscritos, as parcerias de Rafael Mikaiá, Yuri Miguel e Arlindinho Cruz chegaram a final do concurso. A parceria campeã foi a de Rafael Mikaiá, Roberth Melodia, Fernando Brito, Gigi da Estiva, Rogerinho do Cavaco, Marcos Bittencourt, Carlos Jarjura, Rodrigo Gauz, Ana Werka, Maurício Amorim, Thiago Meiners e Cassius Macaé (in memoriam), e levaram R$10 mil reais como prêmio. 
A segunda escola a definir o samba foi a Unidos da Piedade, que recebeu 10 sambas inscritos, e levou 3 pra final, sendo essas as parcerias de Átila Ibilê, Sérgio Índio e Celinho da Cuíca. Na noite de 14 de julho de 2024, a agremiação realizou a final do concurso, e o campeão levaria R$5 mil reais como prêmio. A parceria campeã foi anunciada por Kleber Simpatia, intérprete oficial da agremiação, sendo essa a parceria de Sérgio Índio, Lourival das Neves, Gibson Muniz, Jefinho Rodrigues, Marquinho Gente Bamba, Xanxan e Gilson Bernini. 
A terceira agremiação a definir o samba foi a Unidos de Jucutuquara, a agremiação recebeu 12 concorrentes e após 2 eliminatórias levou 6 parcerias pra final, sendo essas a de Rafael Mikaiá, a de Gabriel Nicolau, João Bororó, Dilsinho, Yuri Freitas, e Tuninho Azevedo. No dia 1 de setembro, foi sagrada campeã a parceria de Gabriel Nicolau. 
A quarta e última agremiação a escolher o samba foi a Independente de Boa Vista, que recebeu 12 sambas, e levou apenas 6 para a final, após duas eliminatórias, esses sambas, foram as parcerias de Diego Nicolau, Pai Leandro, Sylvio Poesia, Léo Vieira, Roberth Melodia e a de Renan Fraga.  No dia 6 de setembro a agremiação fez a final do concurso e definiu a parceria de Roberth Melodia como campeã, que levou um prêmio de R$15 mil, a maior premiação do ano. 

## Faixas
Tradicionalmente, as faixas seguem a ordem da classificação do carnaval anterior, sendo assim, a primeira faixa é da bicampeã, Mocidade Unida da Glória, a segunda da vice-campeã, Boa Vista, e assim segue. A última faixa, é da escola que subiu do grupo de acesso para o grupo especial no último carnaval, sendo assim, a Imperatriz do Forte é quem fecha o álbum.
| N.º            | Título                                                                                | Compositor(es) | Intérpretes                                            | Duração |  |
| 1.             | "O Guerreiro da Capa Encarnada - Jorge do Povo Brasileiro" (Mocidade Unida da Glória) | Rafael Mikaiá, Roberth Melodia, Fernando Brito, Gigi da Estiva, Rogerinho do Cavaco, Marcos Bittencourt, Carlos Jarjura, Rodrigo Gauz, Ana Werka, Maurício Amorim, Thiago Meiners e Cassius Macaé (in memoriam) | Ricardinho da MUG, Thiago Brito                        | 5:43    |  |
| 2.             | "Os Olhos do Mundo - Assombros de Sebastião Salgado" (Independente de Boa Vista)      | Roberth Melodia, Fernando Brito, R. Lira, Xandinho Nocera, Nando do Cavaco, Thiago Brito, Nellipe Costa, André Filosofia e Ronny Potolski                                                                       | Emerson Xumbrega                                       | 5:16    |  |
| 3.             | "Ibeji" (Unidos da Piedade)                                                           | Jefinho Rodrigues, Lourival Das Neves, Gibson Muniz, Sérgio Índio, Marquinho Gente Bamba, Xanxan, Gilson Bernini                                                                                                | Kleber Simpatia e Luiz Felipe                          | 6:31    |  |
| 4.             | "Da Lama Sai Muito Barulho" (Chegou O Que Faltava)                                    | Júnior Fionda | Igor Vianna e Xande de Pilares (Participação especial) | 6:12    |  |
| 5.             | "Pulsar da Vida" (Jucutuquara)                                                        | Arthur Nicolau, Gabriel Nicolau, Kaike Santanna, Ariel Rodrigues, Vinicius Moraes | Edu Chagas                                             | 5:37    |  |
| 6.             | "As Voltas Que a Vida Dá" (Novo Império)                                              | Rafael Mikaiá, Roberth Melodia, Eduardo Lima, Fernando Brito, Carlos Jarjura, Artur Kadratz, Thiago Meiners, Rodrigo Carvalho, Rafael Prates                                                                    | Danilo Cezar                                           | 5:15    |  |
| 7.             | "Só Quem Sabe Onde É Luanda, Saberá Lhe Dar Valor" (Imperatriz do Forte)              | Thiago Meiners, Lucas Donato, Dodô Ananias, Gustavinho Oliveira e Rafael Tubino | Dodô Ananias                                           | 5:03    |  |
| Duração total: | Duração total:                                                                        | Duração total: | Duração total:                                         | 39:39   |  |